# Leptovola
× Leptovola, (abreviado Lptv) en el comercio, es un híbrido intergenérico entre los géneros de orquídeas Brassavola × Leptotes. Fue publicado en Orchid Rev. 88(1040) cppo: 8 (1980).